# کیسی موتت کلاین
کیسی موتت کلاین (انگلیسی: Kacey Mottet Klein؛ زادهٔ ۲۰ اکتبر ۱۹۹۸) بازیگر اهل سوئیس است. وی از سال ۲۰۰۸ میلادی تاکنون مشغول فعالیت بوده‌است.
از فیلم‌ها یا برنامه‌های تلویزیونی که وی در آن نقش داشته‌است می‌توان به خواهر، ۱۷ ساله بودن و جما باوری اشاره کرد.
وی همچنین برندهٔ جوایزی همچون جایزه فیلم سوئیس شده‌است.